# Are You My Baby?
Are You My Baby? is een nummer van het Amerikaanse duo Wendy & Lisa uit 1989. Het is de eerste single van hun tweede studioalbum Fruit at the Bottom.
In "Are You My Baby?" combineren Wendy & Lisa popmuziek met invloeden van funk en r&b. Het nummer flopte in Amerika, maar werd wel een hit in Italië en het Nederlandse taalgebied, waar Wendy & Lisa meer populariteit genoten dan in hun thuisland. In de Nederlandse Top 40 bereikte het nummer de 9e positie, en in de Vlaamse Radio 2 Top 30 kwam het tot de 13e positie.